# Tim Iroegbunam
Timothy Emeka Iroegbunam (ur. 30 czerwca 2003 w Birmingham) – angielski piłkarz, występujący na pozycji środkowego pomocnika w angielskim klubie Everton. Młodzieżowy reprezentant Anglii. Wychowanek Aston Villi.

## Sukcesy

### Anglia U19
- Mistrzostwa Europy U-19: 2022[1]